# Korvensaari (ö, lat 61,62, long 27,74)
Korvensaari är en ö i Finland. Den ligger i sjön Saimen och i kommunen Sankt Michel i den ekonomiska regionen  S:t Michel och landskapet Södra Savolax, i den södra delen av landet, 220 km nordost om huvudstaden Helsingfors. Öns största längd är 3,1 kilometer i nord-sydlig riktning.